# Novake (Poljčane)
Novake is een plaats in Slovenië en maakt deel uit van de gemeente Poljčane in de NUTS-3-regio Podravska. De plaats telde 199 inwoners op 1 januari 2020.